# Johann Anton Graff
Johann Anton Freiherr von Graff (* 1741 in Wien; † 30. März 1807 in St. Pölten) war ein österreichischer Generalmajor.

## Leben
Johann Anton Graff war der Sohn eines Soldaten und trat in seinem 16. Lebensjahr als einfacher Soldat in ein Dragonerregiment ein. Bei dieser Militäreinheit wurde er im August 1758 Fähnrich, 1759 Unterleutnant und stieg im Oktober 1761 zum Oberleutnant auf.
Im Siebenjährigen Krieg zeichnete Graff sich bei der Belagerung von Schweidnitz (1762) aus, so beim ersten Ausfall unter dem Oberst Freienfels sowie bei weiteren Anlässen, indem er sich auch bei anderen Waffengattungen einsetzen ließ, wenn er keine Dienste bei der Kavallerie versah. Namentlich bewies er bei der militärischen Operation des Oberstleutnants Michael Waldhütter von Minenburg am 27. September 1762 ungewöhnliche Tapferkeit. Er eilte mit 20 Grenadieren Waldhütter zu Hilfe, als dieser den Feind in der ersten Minengrube angriff; die Preußen wurden dabei bis zur dritten Minengrube zurückgedrängt. Mittlerweile waren die in Bereitschaft gehaltenen Grenadiere in die erste Minengrube vorgedrungen und machten rasch alle vom Feind mühsam zustande gebrachten Arbeiten zunichte. Für diese Leistungen erhielt Graff am 21. Oktober 1762 das Ritterkreuz des Maria-Theresia-Ordens und wurde außerdem in den Freiherrnstand erhoben sowie am 1. Dezember 1762 zum Hauptmann befördert. 1763 wurde er in das Husarenregiment Esterhazy versetzt. 1779 kam er als Major zu den Barko-Husaren.
Seine Beteiligung am Türkenkrieg bot Graff erneut Gelegenheit zu glänzenden Waffentaten, so u. a. am 16. Juni 1788 bei Chotyn, wo er dem bedrängten Rittmeister Joseph von Levachich von Latischlowitz zu Hilfe kam. Im November 1788 erhielt er den Rang eines Oberstleutnants. Außerdem zeichnete er sich in der Schlacht bei Martinestje aus sowie bei der Eroberung des Lagers bei Tirgukukuli, indem er mit seiner Division die linke Flanken der Türken angriff, sie zweimal zurückwarf und dann die Brigade Karaczay erfolgreich unterstützte.
Während des Revolutionskriegs befehligte Graff als Oberst ein Szekler-Bataillon, mit dem er bei Oggersheim (9. Oktober 1794) und im Verlauf der Belagerung von Mannheim (1795) Rühmliches leistete, besonders aber durch die hartnäckige Verteidigung der Stellung bei Schwegenheim (10. Dezember 1795) und im Gefecht bei Trippstadt (13. Dezember 1795) wiederholt seinen Mut und seine Umsicht bewährte.
Am 4. März 1796 wurde Graff zum General und Brigadier in Tirol ernannt, trat am 21. Oktober 1798 in den Ruhestand und starb am 30. März 1807 im Alter von 66 Jahren in St. Pölten. Sein Sohn Anton Graff (1769–1805) schlug ebenfalls eine militärische Laufbahn ein.
Die im 10. Wiener Gemeindebezirk Favoriten gelegene Graffgasse wurde 1913 nach Johann Anton Graff benannt.